# Cultura hacker
La cultura hacker és una subcultura d'individus que gaudeixen—sovint en un esforç col·lectiu—del repte intel·lectual de superar creativament les limitacions dels sistemes de programari o del maquinari electrònic (principalment electrònica digital), per aconseguir resultats nous i enginyosos. L'activitat de participar en tasques (com programar o altres activitats mediàtiques) amb un esperit de joc i exploració es coneix com a hacking. No obstant això, el tret distintiu d'un hacker no és l'activitat en si mateixa (per exemple, la programació informàtica), sinó com es realitza i si resulta emocionant i significatiu. Les activitats amb enginy lúdic es consideren amb "valor hacker", i així va sorgir el terme hack. Exemples primerencs inclouen bromes al MIT realitzades per estudiants per demostrar la seva aptitud tècnica i enginy. La cultura hacker va sorgir inicialment en l'àmbit acadèmic durant els anys 60 al voltant del Massachusetts Institute of Technology (MIT), concretament al Tech Model Railroad Club (TMRC) i el MIT Artificial Intelligence Laboratory. Originalment, fer hacking implicava accedir a zones restringides de manera enginyosa sense causar cap dany significatiu. Algunes broma famoses al MIT inclouen col·locar un vehicle policial al sostre de la Gran Cúpula o transformar aquesta en R2-D2.
Richard Stallman explica sobre els hackers programadors:
Els hackers d'aquesta subcultura sovint es diferencien amb èmfasi d'aquells a qui anomenen pejorativament "crackers"; els qui són generalment denominats hackers pels mitjans i el públic general, i que centren les seves activitats a explotar vulnerabilitats en la seguretat informàtica per motius malintencionats.

## Definició
El Jargon File, un compendi influent però no universalment acceptat de l'argot hacker, defineix hacker com "Una persona que gaudeix explorant els detalls dels sistemes programables i estirant-ne les capacitats, a diferència de la majoria d'usuaris, que només prefereixen aprendre el mínim necessari". La Request for Comments (RFC) 1392, el Glossari d'Usuaris d'Internet, amplifica aquest significat com "Una persona que gaudeix tenint un coneixement íntim del funcionament intern d'un sistema, especialment ordinadors i xarxes informàtiques".
Segons el Jargon File, aquests hackers estan decebuts pel fet que els mitjans i el públic general utilitzin el terme hacker per referir-se a inspectors de seguretat, anomenant-los "crackers". Això inclou tant els "bons" crackers ("White Hat Hacker"), que fan servir els seus coneixements de seguretat per aprendre com funcionen els sistemes i ajudar a descobrir i corregir forats de seguretat, com els crackers "malèvols" ("Black Hat Hacker"), que utilitzen les mateixes habilitats per crear programari perjudicial (com virus o troians) i infiltrar-se il·legalment en sistemes segurs amb la intenció de fer malbé. La subcultura programadora dels hackers, en contrast amb la comunitat de crackers, generalment veu les activitats relacionades amb la seguretat com contràries als ideals del significat original i autèntic del terme hacker, que està més relacionat amb l'enginy lúdic.

## Història
La paraula "hacker" prové de les paraules en anglès mitjà tardà "hackere", "hakker" o "hakkere", que volien dir algú que talla fusta, un llenyataire o un tallador de fusta.
Tot i que la idea de "hacking", en el sentit modern, existia molt abans del terme modern "hacker" l'exemple més destacat de Lightning Ellsworth, no era una paraula que els primers programadors utilitzessin per descriure's a ells mateixos. De fet, molts dels primers programadors venien de disciplines com l'enginyeria o la física.
Va sorgir una consciència creixent d'un estil de programació diferent dels mètodes rígids emprats al principi, però no va ser fins als anys 60 que es va començar a utilitzar el terme "hackers" per descriure programadors competents. Per tant, la característica fonamental que vincula a tots aquells que s'identifiquen com a hackers és que cadascun és algú que gaudeix de "…el desafiament intel·lectual de superar creativament i esquivar les limitacions dels sistemes de programació i que intenta estendre les seves capacitats" (47). Amb aquesta definició en ment, queda clar d'on van sorgir les connotacions negatives del terme "hacker" i la subcultura dels "hackers".
Alguns sobrenoms comuns dins d'aquesta cultura inclouen "crackers", que es consideren lladres poc habilidosos que depenen principalment de la sort, i "phreaks", que fa referència a crackers habilidosos i "warez d00dz" (crackers que adquireixen reproduccions de programari amb drets d'autor). Els hackers contractats per provar la seguretat es denominen "pentesters" o "tiger teams".
Abans que les comunicacions entre ordinadors i usuaris fossin tan interconectades com ara, hi havia diverses subcultures hackers independents i paral·leles, sovint inconscients o només parcialment conscients de l'existència de les altres. Totes elles tenien certs trets importants en comú:
- Crear programari i compartir-lo entre ells
- Donar gran valor a la llibertat d'investigació
- Hostilitat cap al secretisme
- Compartir informació com a ideal i estratègia pràctica
- Mantenir el dret a fork
- Èmfasi en la racionalitat
- Repugnància per l'autoritat
- Enginyositat juganera, prenent seriosament allò que és seriós i seriosament allò que és juganer

El Glider, proposat com a emblema de la comunitat "hacker" per Eric S. Raymond

Aquestes subcultures es trobaven sovint en entorns acadèmics com col·legis majors campuss. El MIT Artificial Intelligence Laboratory, la University of California, Berkeley i la Carnegie Mellon University eren especialment coneguts com a focus de la cultura hacker primerenca. Van evolucionar paral·lelament, i en gran part inconscientment, fins a l'Internet, on una màquina llegendària PDP-10 al MIT, anomenada AI, que funcionava amb ITS, va proporcionar un punt de trobada inicial per a la comunitat hacker. Aquest i altres desenvolupaments com l'augment del free software movement i la comunitat van reunir una població críticament gran i van animar la difusió d'una ètica comuna, conscient i sistemàtica. Un símptoma d'aquesta evolució va ser l'adopció creixent de argot comú i una visió compartida de la història, similar a la manera en què altres grups professionals s'han professionalitzat, però sense el procés formal d'acreditació característic de la majoria de grups professionals.
Amb el temps, la subcultura hacker acadèmica s'ha fet més conscient, més cohesionada i millor organitzada. Els moments més importants per a la consciència d'aquesta cultura han estat la composició del primer Jargon File el 1973, la promulgació del GNU Manifesto el 1985 i la publicació de Eric Raymond's The Cathedral and the Bazaar el 1997. Correlacionat amb això ha estat el reconeixement gradual d'un conjunt de herois culturals compartits, incloent: Bill Joy, Donald Knuth, Dennis Ritchie, Alan Kay, Ken Thompson, Richard M. Stallman, Linus Torvalds, Larry Wall, i Guido van Rossum.
La concentració de la subcultura hacker acadèmica ha paral·lelament seguit i en part impulsat la comercialització de la tecnologia d'ordinadors i xarxes, i ha accelerat aquest procés. El 1975, el món hacker estava dispers en diverses famílies diferents d'operating systems i xarxes dispars; avui dia és en gran part un fenomen Unix i TCP/IP, i es concentra al voltant de diversos operating systems basats en free software i open-source software.

## Ètica i principis
Molts dels valors i principis del moviment de programari lliure i codi obert provenen de les ètiques hackers que van sorgir al MIT i al Homebrew Computer Club. Les ètiques hacker van ser descrites per Steven Levy a Hackers: Heroes of the Computer Revolution i altres textos on Levy formula i resumeix les actituds generals dels hackers:
- L'accés als ordinadors—i a qualsevol cosa que pugui ensenyar-te com funciona el món—hauria de ser il·limitat i total.
- Tota informació hauria de ser lliure.
- Els hackers haurien de ser jutjats pel seu hackeig, no per criteris absurds com graus acadèmics, edat, raça o posició.
- Es pot crear art i bellesa amb un ordinador.
- Els ordinadors poden canviar la teva vida a millor.

Les ètiques hacker es preocupen principalment per compartir, l'obertura, la col·laboració i l'imperatiu de practicar amb les mans.
Linus Torvalds, un dels líders del moviment de codi obert (conegut principalment per desenvolupar el nucli Linux), ha destacat al llibre The Hacker Ethic que aquests principis han evolucionat a partir de l'ètica protestant coneguda i incorporen els esperits del capitalisme, tal com van ser introduïts a principis del segle XX per Max Weber.
El valor del hackeig és la idea que utilitzen els hackers per expressar que alguna cosa val la pena fer-la o és interessant. Això és una cosa que els hackers sovint senten de manera intuïtiva sobre un problema o solució.
Un aspecte del valor del hackeig és realitzar gestes simplement per demostrar que es poden fer, encara que altres pensin que és difícil. Utilitzar coses de manera única fora del seu propòsit previst sovint es percep com a alguna cosa amb valor de hackeig. Alguns exemples són utilitzar una impressora d'impacte matricial per produir notes musicals, utilitzar un escàner de llit pla per fer fotografies d'ultra alta resolució o utilitzar un ratolí òptic com a lector de codis de barres.
Una solució o gesta té "valor de hackeig" si es fa d'una manera amb estil, enginy o brillantor, cosa que fa que la creativitat sigui una part essencial del significat. Per exemple, obrir un pany difícil té valor de hackeig; trencar-lo, no. Com un altre exemple, demostrar el Darrer Teorema de Fermat enllaçant gran part de les matemàtiques modernes té valor de hackeig; resoldre un problema combinatori mitjançant l'exploració exhaustiva de totes les possibilitats no en té. Hackejar no és utilitzar un procés d'eliminació per trobar una solució; és el procés de trobar una solució enginyosa a un problema.

## Usos
Tot i que l'ús de la paraula hacker per referir-se a algú que gaudeix de l'enginy juganer s'aplica més sovint a programadors d'ordinadors, a vegades també s'utilitza per a persones que apliquen la mateixa actitud a altres camps. Per exemple, Richard Stallman descriu la composició silenciosa 4′33″ de John Cage i la peça palindròmica a tres veus del segle XIV "Ma Fin Est Mon Commencement" de Guillaume de Machaut com a hacks. Segons el Jargon File, la paraula hacker es va utilitzar en un sentit similar entre els radioaficionats als anys 1950, abans que existís la comunitat de hackers de programari.

### Programació
El The Boston Globe de 1984 va definir els "hackers" com a "bojos de l'ordinador". A la seva subcultura de programadors, un hacker és una persona que segueix un esperit de juganera enginyositat i li encanta programar. Es troba en un moviment acadèmic originari, no relacionat amb la seguretat informàtica, i sovint associat amb el programari lliure, el codi obert i la demoscene. També té una ètica hacker, basada en la idea que escriure programari i compartir el resultat de manera voluntària és una bona idea, i que la informació hauria de ser lliure, però que no és responsabilitat del hacker fer-la lliure trencant sistemes informàtics privats. Aquesta ètica hacker es va fer pública i potser va originar-se en el llibre de Steven Levy Hackers: Heroes of the Computer Revolution (1984), que codifica els seus principis.
La subcultura de programadors de hackers es desvia de l'ús pejoratiu del terme 'hacker' pels mitjans de comunicació en referir-se a la seguretat informàtica, i generalment prefereixen el terme 'cracker' per a aquest significat. Les queixes sobre l'ús erroni del terme a la cultura popular van començar tan aviat com el 1983, quan els mitjans de comunicació utilitzaven "hacker" per referir-se als delinqüents informàtics implicats en el cas The 414s.
En la subcultura de programadors hackers, un hacker informàtic és una persona que gaudeix dissenyant programari i creant programes amb un sentit estètic i una enginyositat juganera. El terme "hack" en aquest sentit es remunta a "descriure les bromes elaborades dels estudiants que... regularment ideaven" (Levy, 1984 p.10). Ser considerat un 'hack' era un honor entre els companys amb una mentalitat semblant, ja que "per qualificar-se com a hack, l'aconseguiment ha de ser impregnat d'innovació, estil i virtuositat tècnica" (Levy, 1984 p.10). El Diccionari del MIT Tech Model Railroad Club va definir "hack" el 1959 (encara no en un context informàtic) com "1) un article o projecte sense fi constructiu; 2) un projecte realitzat per mal consell personal; 3) un augment de l'entropia; 4) produir, o intentar produir, un hack(3)", i "hacker" es va definir com "qui fa hacks, o els crea". Gran part de la jerga del TMRC es va importar a la cultura informàtica primerenca, ja que el club va començar a utilitzar un DEC PDP-1 i va aplicar la seva jerga de ferrocarrils model locals en aquest context informàtic. Inicialment incomprensible per a les persones externes, aquesta jerga es va fer popular als entorns informàtics del MIT més enllà del club. Altres exemples de jerga importada del club són 'losing' ("quan una peça d'equip no funciona") i 'munged' ("quan una peça d'equip està trencada").
Altres no sempre veien els hackers amb aprovació. Els grups d'habitatge del MIT el 1989 evitaven publicitar les seves sofisticades estacions de treball Project Athena a futurs membres perquè volien residents interessats en les persones, no en els ordinadors, amb un membre de la fraternitat dient "Estàvem preocupats per la subcultura hacker".
Segons Eric S. Raymond, la subcultura hacker de codi obert i programari lliure es va desenvolupar als anys 60 entre els 'hackers acadèmics' que treballaven en els primers minicomputadors en entorns de ciència de la computació als Estats Units.
Els hackers van ser influenciats per i van absorbir moltes idees dels desenvolupaments tecnològics clau i les persones associades amb ells. El més destacat és la cultura tècnica dels pioners de l'ARPANET, que va començar el 1969. La màquina PDP-10 d'IA al MIT, que funcionava amb el sistema operatiu ITS i estava connectada a l'ARPANET, va ser un punt de trobada primerenc per als hackers. Després de 1980, la subcultura es va consolidar amb la cultura de Unix. Des de mitjans dels anys 90, ha coincidit àmpliament amb el que ara s'anomena el programari lliure i el moviment de codi obert.
Molts programadors han estat etiquetats com a "grans hackers", però els detalls de qui s'hi inclou depenen de l'opinió de cadascú. Sens dubte, les principals figures de la ciència de la computació com Edsger Dijkstra i Donald Knuth, així com els inventors de programari popular com Linus Torvalds (Linux) i Ken Thompson i Dennis Ritchie (Unix i C), probablement seran inclosos en qualsevol llista d'aquest tipus; vegeu també Llista de programadors. Les persones principalment conegudes per les seves contribucions a la consciència de la subcultura dels hackers inclouen Richard Stallman, fundador del moviment de programari lliure i del projecte GNU, president de la Free Software Foundation i defensor del programari lliure com un principi ètic i tècnic.

#### Art
- Festival Burning Man
- Art informàtic
- Música informàtica
- Art digital
- Demoscene
- Art electrònic
- Música d'art electrònic
- Electronica
- Experiments en Art i Tecnologia
- Art generatiu
- Art d'internet
- Moviment maker
- Art multimèdia
- Art robòtic
- Art de programari

#### Mencions d'art hacker
- "Vector in Open Space" de Gerfried Stocker 1996.
- Switch|Journal 14 juny 1998.
- Eye Weekly "Tag – qui és?" per Ingrid Hein, 16 juliol 1998.
- Linux Today Arxivat 2011-07-09 a Wayback Machine. "Jugant al joc de l'Open Source" per pl (Shawn Hargreaves), 5 juliol 1999.
- Canterbury Christ Church University Library Recursos per matèria – Art i Disseny, 2001.
- Taller/Seminari SuperCollider Arxivat 2007-09-28 a Wayback Machine. Joel Ryan descriu la col·laboració amb artistes hackers de Silicon Valley. 21 març 2002
- Blog d'Anthony Barker sobre Linux, Tecnologia i Economia "Per què els geeks estimen Linux", setembre 2003.
- Live Art Research Gestos i resposta en el rendiment basat en el camp per Sha Xin Wei i Satinder Gill, 2005.
- Hackers, Qui són? "La identitat dels hackers", octubre 2014.

## Lectura recomanada
El Jargon File ha tingut un paper important en l'aculturació dels hackers des dels seus orígens el 1975. Aquestes obres acadèmiques i literàries van ajudar a modelar la subcultura hacker acadèmica:
- Abelson, Hal; Sussman, Gerald Jay. Structure and Interpretation of Computer Programs.  London: MIT Press, 1984. ISBN 9780070004849.
- Aho; Sethi; Ullman. Compilers: Principles, Techniques, and Tools.  Reading, MA: Addison-Wesley, 1986. ISBN 9780201100884.
- Bourne, Stephen R. The Unix System.  Reading, MA: Addison-Wesley, 1983. ISBN 9780201137910.
- Brooks, Fred. The Mythical Man-Month.  Reading, MA: Addison-Wesley, 1975. ISBN 9780201006506.
- Graham, Paul. Hackers & Painters.  Sebastopol, CA: O'Reilly Media, 2004-05-18. ISBN 9780596006624.
- Hoftstadter, Douglas. Gödel, Escher, Bach.  New York, NY: Basic Books, 1979. ISBN 9780465026852.
- James, Geoffrey. The Tao of Programming.  Santa Monica, CA: InfoBooks, 1987. ISBN 9780931137075.
- Kernighan, Brian W.; Ritchie, Dennis. The C Programming Language.  Englewood Cliffs, NJ: Prentice Hall, Gener 1988. ISBN 9780131103702.
- Kidder, Tracy. The Soul of a New Machine.  Boston, MA: Little, Brown and Company, 1981. ISBN 9780316491709.
- Knuth, Donald. The Art of Computer Programming.  Reading, MA: Addison-Wesley, 1968. ISBN 9780201038019.
- Levy, Steven. Hackers: Heroes of the Computer Revolution.  Garden City, NY: Anchor Press / Doubleday, 1984. ISBN 9780385191951.
- Raymond, Eric S. The Cathedral and the Bazaar.  Cambridge, MA: O'Reilly Media, 1999. ISBN 9781565927247.
- Stoll, Cliff. The Cuckoo's Egg.  New York, NY: Doubleday, Setembre 1989. ISBN 9780385249461.
- Olson, Parmy. (05-14-2013). We Are Anonymous: Inside the Hacker World of LulzSec, Anonymous, and the Global Cyber Insurgency. ISBN 0316213527.
- Coleman, Gabriella. (4 nov 2014). Hacker, Hoaxer, Whistleblower, Spy: The Many Faces of Anonymous. Verso Books. ISBN 1781685835.
- Shantz, Jeff; Tomblin, Jordon (2014-11-28). Cyber Disobedience: Re://Presenting Online Anarchy. John Hunt Publishing. ISBN 9781782795551.